# Medalla del Centenario de la Virgen del Pilar
La Medalla Conmemorativa del Centenario de la Proclamación de la Virgen del Pilar como Patrona de la Guardia Civil, comúnmente denominada Medalla del Centenario de la Virgen del Pilar, es una condecoración española diseñada por el artista heráldico Juan Fernández Molina y creada por el arzobispo castrense Juan del Río Martín el 12 de octubre de 2012, para conmemorar el centenario de proclamación de la Virgen María, bajo la advocación del Pilar como patrona de la Guardia Civil. Como se indica en el texto del Decreto, esta proclamación supuso el reconocimiento público de la devoción que existía en el Cuerpo, introducida por el capellán castrense Miguel Moreno Moreno, que introdujo esta práctica en el Colegio de Guardias Jóvenes de Valdemoro. 
En el mes de febrero de aquel año, la Santa Sede convocó un año mariano para celebrar este centenario, circunstancia que llevó al Arzobispado Castrense a crear esta medalla como un signo más perdurable de este homenaje a la Patrona de la Guardia Civil.
Pueden ser condecorados con esta medalla:
- El director general de la Guardia Civil y sus antecesores en el cargo.
- El personal del Cuerpo, incluido el personal en situación de reserva y retiro, sus cónyuges y descendientes en primer grado.
- Las personas que ostenten el título de Guardias Civiles honorarios.
- Los alumnos de los colegios y centros de formación de la Guardia Civil y a los antiguos alumnos de los primeros.
- El personal de las Fuerzas Armadas, en cualquier situación administrativa o retirados, que preste o haya prestado servicios en la Guardia Civil.
- El personal funcionario civil o laboral, en cualquier situación administrativa o retirados, que preste o haya prestado servicios en la Guardia Civil.
- Los capellanes castrenses o sacerdotes colaboradores del Arzobispado Castrense.

## Descripción
- Consiste en una medalla circular y plateada de cuarenta y dos milímetros de diámetro, plana, con el campo liso y los cantos rebordeados. Está rematada por una corona real. La corona está sujeta a la cinta mediante una anilla circular de quince milímetros de diámetro situada en su parte superior.
  - En el anverso se muestra una imagen de la Patrona, flanqueada por los emblemas del Cuerpo oficiales en 1913, a su diestra, y en la actualidad, en su siniestra. En el primer caso se trata de la cifra del cuerpo, compuesta por sus iniciales y la segunda, con la espada y un fasces. Los dos emblemas también se encuentran coronados.
  - En el reverso, en el decreto de creación se estableció que en el centro se podría leer la leyenda, 1913–2013 en dos líneas. En la parte superior e inferior, en mayúsculas, aparecen escritas las dos partes del lema del centenario: UN SIGLO DE PROTECCIÓN y CIEN AÑOS DE GRATITUD. Finalmente se decidió situar cerca del borde, como es habitual en las monedas, las dos partes del lema separadas por los años. De esta forma, se pudo reproducir el emblema del Arzobispado Castrense de España en la parte central, mejorando el diseño.
  - La cinta de la que pende la medalla mide treinta milímetros de ancho y cuarenta milímetros de largo, es color azul, con dos listas de sinople (verde), con una anchura equivalente a un octavo del ancho total de aquella y con bordes de plata (blancos), dejando cantos de dos milímetros en los bordes con el color predominante en la cinta.
- El pasador consiste en una cinta de treinta milímetros de anchura con los colores de la cinta descrita.

## Concesión
- Las instancias para solicitar concesiones deben remitirse al Arzobispado Castrense.
- El Arzobispo Castrense concederá la medalla si los datos aportados por el interesado en la solicitud se lo permiten si cuenta con méritos para recibir la condecoración y se encuentra en la lista de candidatos autorizados.
- Una vez concedida, se remitirá al interesado la credencial de la concesión.
- Los capellanes castrenses procurarán imponer la medalla en alguna celebración litúrgica relacionada con la Virgen del Pilar y la Guardia Civil, especialmente en la fecha de su festividad, 12 de octubre.
- Se han llevado a cabo varios plazos de admisión de solicitudes, el primero se cerró el 12 de octubre de 2013 y el segundo, extraordinario, con motivo del 175 aniversario del Cuerpo, se abrió entre los meses de octubre de 2019 y 2020.

## Autorización a portar sobre el uniforme
Desde la Dirección General de la Guardia Civil se autorizó a portar dicha condecoración a los miembros del cuerpo de la Guardia Civil condecorados con la misma únicamente en los actos religiosos y demás que tengan lugar en el ámbito del Arzobispado Castrense de España a los que asistan con uniforme. Dicha autorización general fue publicada en el Boletín oficial de la Guardia Civil del 8 de octubre de 2013. También se autorizó a portarla en los actos castrenses del 12 de octubre, día de la Patrona del Cuerpo. 
Respecto a las Fuerzas Armadas, solo se autoriza a portarla en los actos religiosos relacionados con el Arzobispado Castrense de España. 